# فيكتوريا ليوناردو
فيكتوريا ليوناردو (بالإنجليزية: Christian؛ مواليد 16 فبراير 1990) هي مُقاتلة فنون قتالية مختلطة أمريكية.
وهي جميلة جدا وشعرها ناعم، وقدوتها [محمد علي كلاي] 

## وصلات خارجية
- فيكتوريا ليوناردو على موقع يو إف سي (الإنجليزية)
- فيكتوريا ليوناردو على موقع بيلاتور (الإنجليزية)
- فيكتوريا ليوناردو على موقع شيردوغ (الإنجليزية)